# 王庚
王庚（1485年—？年），字文祥，直隶永平府滦州人，明朝政治人物。

## 生平
治《易經》，正德十一年（1516年）由國子生中式丙子科順天府鄉試第三十五名舉人，嘉靖二年（1523年）癸未科會試第三百七十九名，第三甲第五十九名進士。历任山西襄陵县、河南仪封县等三地知县，嘉靖十一年（1532年）十一月，选授户科给事中，十二年十二月升工科左，十四年十月升兵科都给事中。嘉靖十六年（1537年）五月，升山西布政司右参政，历任山西按察使、陕西右布政使，卒于官，入祀乡贤祠。

## 家族
曾祖王通。祖父王益。父王得春，壽官。母卫氏。具庆下。兄王奎。